# 林謙人
林 謙人（はやし けんと、1992年9月22日 - ）は、日本のバレーボール指導者である。

## 来歴
選手として、小学校から日本体育大学までキャプテンを務める。
大学4年時の2014-2015シーズンに上尾メディックスの研修コーチとして帯同。
2015年に日本体育大学大学院に進学。コーチング学の修士号を取得。
大学院時代は日本体育大学男女9人制バレーボール部の監督を務める。
2016年にV・プレミアリーグのトヨタ車体クインシーズのコーチに就任した。
トヨタ車体では6シーズン活動し、2022年に退団。アメリカに渡り中高生クラブチームの監督として活動。
2023年、第1回アジア女子U16選手権にてコーチとして金メダル、第18回世界U19女子選手権にて第4位となった。
2023年7月、イタリアセリエA1に所属するキエーリ'76のコーチに就任することが発表された。チームはコッパ・イタリアでFinal4、欧州CEVカップでは優勝を果たした。
2024年、女子U17世界選手権にてコーチを務め、銀メダルを獲得。
2024年6月、SVリーグ所属の東レアローズ滋賀のコーチに就任することが発表された。

## 人物
- 2022年に知床遊覧船沈没事故で祖父を亡くしている[1]。
- 2021年8月に青柳京古と結婚[13]。2024年に両者とも東レに加入し夫婦で同じチームとなった[14][15]。

## 指導歴
- 日本体育大学9人制バレーボール部男子・女子 監督（2015-2017年）
- トヨタ車体クインシーズ コーチ（2016-2022年）
- Atlanta Performance Volleyball U18 監督（2022-2023年）
- U16日本女子代表 コーチ（2023-2024年）
- U19日本女子代表 コーチ（2023-2024年）
- キエーリ'76 コーチ（2023-2024年）
- 東レアローズ滋賀（2024年-）